# غرايم نولز
غرايم نولز (بالإنجليزية: Graeme Knowles)‏ هو سياسي بريطاني، ولد في 25 سبتمبر 1951 في المملكة المتحدة. انتخب Bishop of Sodor and Man ‏ وانتخب أسقف.